# Daniil Sergejewitsch Medwedew
Daniil Sergejewitsch Medwedew (russisch Даниил Сергеевич Медведев; englisch Daniil Medvedev; * 11. Februar 1996 in Moskau) ist ein russischer Tennisspieler.
Nachdem sich Medwedew bei seinen ersten beiden Finalteilnahmen bei einem Grand-Slam-Turnier (US Open 2019 und Australian Open 2021) hatte geschlagen geben müssen, konnte er mit dem Sieg bei den US Open 2021 den bisher größten Erfolg in seiner Karriere verbuchen. Er ist der dritte Grand-Slam-Sieger aus Russland nach Jewgeni Kafelnikow und Marat Safin, die beide zwei Grand-Slam-Titel gewinnen konnten. Im Februar 2022 führte er als 27. Spieler die Tennisweltrangliste an.

## Karriere

### Bis 2014: Jugend und Junior Tour
Auf der ITF Junior Tour konnte Medwedew 2014 mit Platz 13 seine höchste Platzierung erreichen. Er gewann im Einzel acht Titel, davon einen der zweithöchsten Kategorie Grade 1. Bei allen vier Junior-Grand-Slam-Turnieren spielte er mindestens einmal, kam im Einzel aber nie über die dritte Runde und im Doppel nie über das Viertelfinale hinaus. Mitte 2014 beendete er seine Zeit als Junior. Zeitgleich zur Junior Tour nahm er auch schon an Profiturnieren teil.

### Bis 2016: Anfänge und Top-100-Einstieg
Medwedew spielte bis 2015 hauptsächlich auf der Future Tour, wo er insgesamt jeweils vier Titel im Einzel und im Doppel gewinnen konnte.
Auf der ATP World Tour gab er 2015 in Moskau seine Premiere. An der Seite von Aslan Karazew startete er im Hauptfeld des Doppelwettbewerbs. Nachdem sie in der ersten Runde siegreich gewesen waren, verloren sie im Viertelfinale gegen Radu Albot und František Čermák in zwei Sätzen. Sein Debüt im Einzel gab Medwedew 2016 in Nizza, wo er nach erfolgreicher Qualifikation in der ersten Runde gegen Guido Pella in drei Sätzen verlor. Nur kurze Zeit später gelang ihm in ’s-Hertogenbosch sein erster Matchgewinn auf der ATP Tour, indem er Horacio Zeballos in der ersten Runde besiegte. Im weiteren Saisonverlauf erreichte er bei weiteren ATP-Events die Hauptrunde, sein bestes Resultat war dabei das Viertelfinale bei seinem Heimturnier in Moskau. Das Jahr 2016 beendete Medwedew mit Platz 99 erstmals innerhalb der Top 100 der Weltrangliste.

### 2017–2018: Erste ATP-Turniersiege
Während der Saison 2017 etablierte sich Medwedew auf der ATP Tour. Gleich zu Saisonbeginn erreichte er in Chennai das erste ATP-Finale seiner Karriere, das er in zwei Sätzen gegen Roberto Bautista Agut verlor. Wenige Wochen später debütierte er für die russische Davis-Cup-Mannschaft. Im Saisonverlauf nahm Medwedew auch erstmals an allen vier Grand-Slam-Turnieren teil. Einzig in Wimbledon gelang ihm ein Matcherfolg, als er in der ersten Runde überraschend den Weltranglistendritten Stan Wawrinka in vier Sätzen besiegte, in der nächsten Runde dann aber in fünf Sätzen gegen den Qualifikanten Ruben Bemelmans ausschied. Durch mehrere Viertelfinalteilnahmen und eine Halbfinalteilnahme auf Rasen in Eastbourne festigte er seine Position in den Top 100 der Welt. Mit seinem Ranking durfte er zum Saisonende an den Next Gen ATP Finals teilnehmen und verlor dort im Halbfinale. Er beendete die Saison 2017 auf Platz 65 der Weltrangliste.
Der endgültige Durchbruch gelang Medwedew in der Saison 2018. Schon zu Saisonbeginn zog er in Sydney in das zweite ATP-Finale seiner Karriere ein und gewann gegen Alex de Minaur seinen ersten Titel. Die Sand- und Rasensaison lief für Medwedew eher weniger erfolgreich, sein bestes Ergebnis war das Erreichen der dritten Runde von Wimbledon. Seinen zweiten Titel gewann er in Winston-Salem unmittelbar vor den US Open, bei denen er dann zum zweiten Mal in Folge die dritte Runde eines Grand-Slam-Turniers erreichte. Im letzten Saisonabschnitt gelang Medwedew in Tokio der bereits dritte Saisontitel und dabei erstmals ein Erfolg bei einem ATP-Tour-500-Event. Durch Halbfinalteilnahmen in Moskau und Basel schaffte er zum Saisonende noch den Sprung unter die Top 20 der Weltrangliste, wo er die Saison auf Platz 16 beendete.

### 2019: US-Open-Finale und erste Masters-Titel
In der Saison 2019 steigerte sich Medwedew weiter, verpasste im Finale von Brisbane jedoch gegen Kei Nishikori seinen vierten Turniersieg. Nach Siegen über Lloyd Harris, Ryan Harrison und David Goffin erreichte er bei den Australian Open erstmals das Achtelfinale eines Grand-Slam-Turniers, wo er sich dem späteren Sieger Novak Đoković in vier Sätzen geschlagen geben musste. Im Februar gewann Medwedew in Sofia seinen ersten Saisontitel durch einen Zweisatzsieg gegen Márton Fucsovics. Zu Beginn der Sandplatzsaison zeigte er dann auch auf diesem Belag bessere Ergebnisse als in den Vorjahren und erreichte in Monte Carlo erstmals das Halbfinale eines Masters-Turniers. Beim folgenden ATP-500-Turnier in Barcelona erreichte er das Finale, das er gegen Dominic Thiem verlor. Die restliche Sandsaison verlief jedoch wenig erfolgreich, bei den French Open scheiterte er erneut in der ersten Runde.
Im August 2019 gelangen Medwedew zunächst Finalteilnahmen in Washington, D.C. und beim Masters in Montreal. Ohne Satzverlust kam er bei beiden Turnieren ins Finale, verlor gegen Nick Kyrgios bzw. Rafael Nadal aber jeweils in zwei Sätzen. Beim Masters in Cincinnati kam er ohne Satzverlust ins Halbfinale und besiegte dort nach Satzrückstand den Weltranglistenersten Novak Đoković. Durch einen Zweisatzsieg im Finale gegen David Goffin konnte er hier dann auch seinen ersten Masters-Titel gewinnen. Sein erstes Grand-Slam-Finale erreichte Medwedew bei den US Open. Gegen Rafael Nadal konnte er nach 0:2-Satzrückstand die beiden folgenden Sätze gewinnen und auch im fünften Satz beim Stand von 2:5 noch einen Breakrückstand aufholen, verlor aber dennoch mit 4:6 im entscheidenden Satz nach knapp fünf Stunden die Partie. In der Weltrangliste stieg Medwedew durch diesen Turniererfolg auf den vierten Rang. Seine Erfolgsserie setzte er im letzten Saisonabschnitt fort, indem er zunächst das ATP-Tour-250-Turnier in St. Petersburg und dann in Shanghai seinen zweiten Masters-Titel in Serie gewann. Mit vier Turniersiegen und fünf weiteren Finalteilnahmen innerhalb der Saison 2019 qualifizierte er sich als viertbester Spieler der Saison für die ATP Finals, verlor dort aber alle drei Begegnungen und schied nach der Vorrunde aus.

### 2020: Sieg bei den ATP-Finals
Das Jahr 2020 begann Medwedew beim ATP Cup mit Einzelsiegen über Fabio Fognini, John Isner, Casper Ruud und Diego Schwartzman, ehe das russische Team im Halbfinale nach einer Dreisatzniederlage von Medwedew gegen Novak Đoković sowie zwei weiteren Niederlagen gegen Serbien ausschied. Bei den Australian Open erreichte Medwedew das Achtelfinale, wo er Stan Wawrinka mit 2:6, 6:2, 6:4, 6:7, 2:6 unterlag. Nachdem über die gesamte Saison hinweg aufgrund der COVID-19-Pandemie kaum Turniere hatten stattfinden können, waren die US Open das nächste Grand-Slam-Turnier des Jahres. Dort erreichte Medwedew ohne Satzverlust das Halbfinale, wo er dem späteren Turniersieger Dominic Thiem mit 2:6, 6:7, 6:7 unterlag. Bei den in den Oktober verschobenen French Open schied er hingegen schon in der ersten Runde gegen Márton Fucsovics aus. Schließlich gewann er das letzte Masters-Turnier der Saison 2020 in Paris-Bercy auf Hartplatz mit einem Dreisatzsieg gegen Alexander Zverev. Bei den ATP Finals zum Saisonende gewann er alle drei Gruppenspiele ohne Satzverlust gegen Zverev, Đoković und Schwartzman, schlug im Halbfinale in drei Sätzen Rafael Nadal und gewann – das erste Mal im Finale stehend – auch gegen Dominic Thiem in drei Sätzen. Das Jahr schloss er auf Weltranglistenplatz 4 ab.

### 2021: Australian-Open-Finale und US-Open-Titel
Zu Beginn der Saison 2021 gewann Medwedew mit Russland den ATP Cup im Finale gegen Italien. Insgesamt konnte er alle seine vier gespielten Einzelpartien während des Turniers gewinnen. Bei den Australian Open kam Medwedew ohne Satzverlust in die dritte Runde, wo er trotz 2:0-Satzführung Filip Krajinović erst im fünften Satz mit 6:0 siegen konnte. Im Viertelfinale gewann er gegen Andrei Rubljow, im Halbfinale gegen Stefanos Tsitsipas jeweils glatt in drei Sätzen. Medwedew hatte damit saisonübergreifend 20 Spiele in Folge gewonnen und dabei – mit Ausnahme des zu diesem Zeitpunkt inaktiven Roger Federer – auch alle Top-10-Spieler mindestens einmal besiegen können. Das Finale der Australian Open verlor er dann nach umkämpftem ersten Satz jedoch gegen Novak Đoković recht deutlich in drei Sätzen in weniger als zwei Stunden. Knapp einen Monat später konnte Medwedew das Finale von Marseille gewinnen und rückte dadurch erstmals auf Platz 2 des ATP-Rankings vor. Beim Masters von Miami kam er als topgesetzter Spieler bis ins Viertelfinale, wo er gegen Roberto Bautista Agut in zwei Sätzen verlor. Dies war seine dritte Niederlage im dritten Aufeinandertreffen gegen den Spanier. Bei den US Open erzielte der Russe seinen bisher größten Erfolg, als er im Einzelfinale den Serben Novak Đoković in drei Sätzen bezwingen konnte. Er gab dabei im gesamten Turnier nur einen Satz im Viertelfinale gegen den Qualifikanten Botic van de Zandschulp ab und verhinderte zugleich mit seinem Sieg den Grand Slam des Weltranglistenersten, der die ersten drei Grand-Slam-Turniere des Jahres hatte gewinnen können.

### 2022: Erneutes Australian-Open-Finale und Nummer 1 der Welt
Die Saison 2022 begann Medwedew erneut mit dem Einzug ins Finale der Australian Open. Bis zum Viertelfinale gab er nur zwei Sätze ab. Dort konnte er dann gegen Félix Auger-Aliassime 3:2 gewinnen, nachdem er einen 0:2-Satzrückstand aufgeholt hatte. Ins Finale spielte sich Medwedew mit einem 3:1-Sieg gegen Stefanos Tsitsipas. Nachdem Medwedew im Finale zuerst schon mit 2:0 Sätzen geführt hatte, gelang es Rafael Nadal das Match zu drehen und sein 21. Grand-Slam-Turnier zu gewinnen. Nach der Niederlage Đokovićs in Dubai wurde Medwedew am 28. Februar erstmals an der Spitze der Weltrangliste geführt. Beim Indian Wells Masters verlor Medwedew in der dritten Runde gegen Gaël Monfils, wodurch Đoković erneut den Spitzenplatz übernahm. Bei den French Open schied Medwedew in der vierten Runde gegen Marin Čilić aus. Am 20. April gaben die Veranstalter von Wimbledon bekannt, dass russischen und belarussischen Spielern wegen der russischen Invasion in der Ukraine die Teilnahme am Turnier 2022 verboten ist. Da infolgedessen bei dem Turnier keine Punkte vergeben wurden, eroberte Medwedew Platz 1 der Rangliste zurück.
Medwedew startete seine nordamerikanische Sommer-Hartplatzsaison mit dem Titelgewinn bei den Los Cabos Open, bei denen er Cameron Norrie im Finale besiegte. Bei den US Open wurde Medwedew erneut von Kyrgios besiegt, was dazu führte, dass Medwedew abermals Platz 1 der Rangliste verlor. Als Nächstes trat Medwedew bei den Astana Open an, wo er das Halbfinale gegen Novak Đoković wegen einer Beinverletzung aufgeben musste. Medwedew spielte drei Wochen später in Wien, wo er Denis Shapovalov im Finale besiegte und seinen zweiten Titel 2022 und den zweiten ATP-500-Titel seiner Karriere gewann. Er beendete das Jahr mit einer Niederlage in der Eröffnungsrunde des Paris Masters und verlor alle drei seiner Round-Robin-Matches bei den ATP Finals im Tiebreak des dritten Satzes. Er schloss das Jahr auf Rang 7 ab.

### 2023: Finalist bei den US Open und fünf Titelgewinne
In die Saison 2023 startete Medwedew erfolgreich. In Rotterdam gewann er nach einem Dreisatzerfolg gegen Jannik Sinner den ersten Titel der Saison, zwei weitere Titel folgten in Doha und Dubai. In Indian Wells erreichte er das Finale, das er in zwei Sätzen gegen Carlos Alcaraz verlor. Anschließend gewann er nach einem 7:5, 6:3 gegen Sinner erstmals die Miami Open. In Rom konnte er durch ein 7:5, 7:5 gegen Holger Rune seinen ersten Masterssieg auf Sand feiern, es war der insgesamt sechste Masterstitel. In Wimbledon erreichte er erstmals das Halbfinale, dort unterlag er Alcaraz glatt in drei Sätzen. Bei den US Open stand Medwedew zum dritten Mal im Finale, das er mit 3:6, 6:7 (5:7), 3:6 gegen Novak Đoković verlor. Im Herbst folgten zwei weitere Finalteilnahmen in Peking und Wien, beide Male wurde er von Jannik Sinner geschlagen. In der Saison gewann er fünf Titel und erreichte insgesamt neun Endspiele, das Jahr schloss er auf Rang drei ab.

### 2024: Drittes Australian-Open-Finale
Das Finale der Australian Open verlor Medwedew nach einem 6:3, 6:3, 4:6, 4:6, 3:6 gegen Jannik Sinner zum dritten Mal. Nach dem Finale 2022 war es das zweite Mal, dass er das Endspiel nach einer 2:0-Satzführung noch verlor, das war zuvor keinem Spieler in der Open Era passiert.

## Erfolge
| Legende (Anzahl der Siege) |
| Grand Slam (1)             |
| ATP Tour Finals (1)        |
| ATP Tour Masters 1000 (6)  |
| ATP Tour 500 (4)           |
| ATP Tour 250 (8)           |
| ATP Challenger Tour (1)    |

| ATP-Titel nach Belag |
| Hartplatz (18)       |
| Sand (1)             |
| Rasen (1)            |

### Einzel

#### Turniersiege

##### ATP Tour
| Nr. | Datum              | Turnier        | Belag         | Finalgegner           | Ergebnis       |
| --- | ------------------ | -------------- | ------------- | --------------------- | -------------- |
| 1.  | 13. Januar 2018    | Sydney         | Hartplatz     | Alex de Minaur        | 1:6, 6:4, 7:5  |
| 2.  | 25. August 2018    | Winston-Salem  | Hartplatz     | Steve Johnson         | 6:4, 6:4       |
| 3.  | 7. Oktober 2018    | Tokio          | Hartplatz     | Kei Nishikori         | 6:2, 6:4       |
| 4.  | 10. Februar 2019   | Sofia          | Hartplatz (i) | Márton Fucsovics      | 6:4, 6:3       |
| 5.  | 18. August 2019    | Cincinnati     | Hartplatz     | David Goffin          | 7:63, 6:4      |
| 6.  | 22. September 2019 | St. Petersburg | Hartplatz (i) | Borna Ćorić           | 6:3, 6:1       |
| 7.  | 13. Oktober 2019   | Shanghai       | Hartplatz     | Alexander Zverev      | 6:4, 6:1       |
| 8.  | 8. November 2020   | Paris          | Hartplatz (i) | Alexander Zverev      | 5:7, 6:4, 6:1  |
| 9.  | 22. November 2020  | London         | Hartplatz (i) | Dominic Thiem         | 4:6, 7:62, 6:4 |
| 10. | 14. März 2021      | Marseille      | Hartplatz (i) | Pierre-Hugues Herbert | 6:4, 6:74, 6:4 |
| 11. | 26. Juni 2021      | Mallorca       | Rasen         | Sam Querrey           | 6:4, 6:2       |
| 12. | 15. August 2021    | Toronto        | Hartplatz     | Reilly Opelka         | 6:4, 6:3       |
| 13. | 12. September 2021 | US Open        | Hartplatz     | Novak Đoković         | 6:4, 6:4, 6:4  |
| 14. | 6. August 2022     | Los Cabos      | Hartplatz     | Cameron Norrie        | 7:5, 6:0       |
| 15. | 30. Oktober 2022   | Wien           | Hartplatz (i) | Denis Shapovalov      | 4:6, 6:3, 6:2  |
| 16. | 19. Februar 2023   | Rotterdam      | Hartplatz (i) | Jannik Sinner         | 5:7, 6:2, 6:2  |
| 17. | 25. Februar 2023   | Doha           | Hartplatz     | Andy Murray           | 6:4, 6:4       |
| 18. | 4. März 2023       | Dubai          | Hartplatz     | Andrei Rubljow        | 6:2, 6:2       |
| 19. | 2. April 2023      | Miami          | Hartplatz     | Jannik Sinner         | 7:5, 6:3       |
| 20. | 21. Mai 2023       | Rom            | Sand          | Holger Rune           | 7:5, 7:5       |

##### ATP Challenger Tour
| Nr. | Datum              | Turnier                | Belag     | Finalgegner    | Ergebnis |
| --- | ------------------ | ---------------------- | --------- | -------------- | -------- |
| 1.  | 10. September 2016 | Saint-Rémy-de-Provence | Hartplatz | Joris De Loore | 6:3, 6:3 |

#### Finalteilnahmen
| Nr. | Datum              | Turnier             | Belag         | Finalgegner           | Ergebnis                 |
| --- | ------------------ | ------------------- | ------------- | --------------------- | ------------------------ |
| 1.  | 8. Januar 2017     | Chennai             | Hartplatz     | Roberto Bautista Agut | 3:6, 4:6                 |
| 2.  | 6. Januar 2019     | Brisbane            | Hartplatz     | Kei Nishikori         | 4:6, 6:3, 2:6            |
| 3.  | 28. April 2019     | Barcelona           | Sand          | Dominic Thiem         | 4:6, 0:6                 |
| 4.  | 4. August 2019     | Washington, D.C.    | Hartplatz     | Nick Kyrgios          | 6:76, 6:74               |
| 5.  | 11. August 2019    | Montreal            | Hartplatz     | Rafael Nadal          | 3:6, 0:6                 |
| 6.  | 8. September 2019  | US Open (1)         | Hartplatz     | Rafael Nadal          | 5:7, 3:6, 7:5, 6:4, 4:6  |
| 7.  | 21. Februar 2021   | Australian Open (1) | Hartplatz     | Novak Đoković         | 5:7, 2:6, 2:6            |
| 8.  | 7. November 2021   | Paris               | Hartplatz (i) | Novak Đoković         | 6:4, 3:6, 3:6            |
| 9.  | 21. November 2021  | Turin               | Hartplatz (i) | Alexander Zverev      | 4:6, 4:6                 |
| 10. | 30. Januar 2022    | Australian Open (2) | Hartplatz     | Rafael Nadal          | 6:2, 7:65, 4:6, 4:6, 5:7 |
| 11. | 12. Juni 2022      | ’s-Hertogenbosch    | Rasen         | Tim van Rijthoven     | 4:6, 1:6                 |
| 12. | 19. Juni 2022      | Halle (1)           | Rasen         | Hubert Hurkacz        | 1:6, 4:6                 |
| 13. | 19. März 2023      | Indian Wells (1)    | Hartplatz     | Carlos Alcaraz        | 3:6, 2:6                 |
| 14. | 10. September 2023 | US Open (2)         | Hartplatz     | Novak Đoković         | 3:6, 6:75, 3:6           |
| 15. | 4. Oktober 2023    | Peking              | Hartplatz     | Jannik Sinner         | 6:72, 6:72               |
| 16. | 29. Oktober 2023   | Wien                | Hartplatz (i) | Jannik Sinner         | 6:77, 6:4, 3:6           |
| 17. | 28. Januar 2024    | Australian Open (3) | Hartplatz     | Jannik Sinner         | 6:3, 6:3, 4:6, 4:6, 3:6  |
| 18. | 17. März 2024      | Indian Wells (2)    | Hartplatz     | Carlos Alcaraz        | 6:75, 1:6                |
| 19. | 22. Juni 2025      | Halle (2)           | Rasen         | Alexander Bublik      | 3:6, 6:74                |

## Abschneiden bei bedeutenden Turnieren

### Einzel
Die Tabelle listet die Ergebnisse der Grand-Slam-Turniere, der ATP Finals, der Olympischen Spiele, des Davis Cups und der Masters-Turniere auf.
| Turnier           | 2025 | 2024 | 2023 | 2022 | 2021 | 2020 | 2019 | 2018 | 2017 | 2016 | Karriere |
| ----------------- | ---- | ---- | ---- | ---- | ---- | ---- | ---- | ---- | ---- | ---- | -------- |
| Australian Open   | 2    | F    | 3    | F    | F    | AF   | AF   | 2    | 1    | —    | 3 × F    |
| French Open       | 1    | AF   | 1    | AF   | VF   | 1    | 1    | 1    | 1    | —    | 1 × VF   |
| Wimbledon         | 1    | HF   | HF   | —    | AF   |      | 3    | 3    | 2    | Q3   | 2 × HF   |
| US Open           |      | VF   | F    | AF   | S    | HF   | F    | 3    | 1    | Q1   | 1 × S    |
| ATP Finals        |      | RR   | HF   | RR   | F    | S    | RR   | —    | —    | —    | 1 × S    |
| Indian Wells      | HF   | F    | F    | 3    | AF   |      | 3    | 3    | 1    | —    | 2 × F    |
| Miami             | 2    | HF   | S    | VF   | VF   |      | AF   | 2    | —    | —    | 1 × S    |
| Monte Carlo       | AF   | AF   | VF   | —    | —    |      | HF   | 2    | 1    | Q1   | 1 × HF   |
| Madrid            | VF   | VF   | AF   | —    | AF   |      | 1    | 1    | —    | —    | 2 × VF   |
| Rom               | AF   | AF   | S    | —    | 2    | —    | 1    | 1    | —    | —    | 1 × S    |
| Kanada            |      | 2    | VF   | 2    | S    |      | F    | AF   | 1    | —    | 1 × S    |
| Cincinnati        |      | 2    | AF   | HF   | HF   | VF   | S    | 1    | 1    | —    | 1 × S    |
| Shanghai          |      |      |      |      |      |      | S    | 2    | 1    | —    | 1 × S    |
| Paris             |      | 2    | 2    | 2    | F    | S    | 2    | 2    | Q1   | —    | 1 × S    |
| Olympische Spiele |      | AF   |      |      |      | VF   |      |      |      | —    | 1 × VF   |
| Davis Cup         |      |      | —    | —    | S    | S    | —    | —    | 1    | —    | 1 × S    |

Zeichenerklärung: S = Turniersieg; F, HF, VF, AF = Einzug ins Finale, Halb-, Viertel-, Achtelfinale; 1, 2, 3 = Ausscheiden in der 1., 2., 3. Haupt- / Finalrunde; Q1, Q2, Q3 = Ausscheiden in der 1., 2. 3. Qualifikationsrunde; RR = Round Robin (Gruppenphase); nicht ausgetragen oder andere Kategorie; PO (Playoff), P2 = Auf-/Abstiegsrunde zur Weltgruppe I/II im Davis Cup; W2 = Teilnahme in der Weltgruppe II